# یواس‌اس آرتور (۱۸۵۵)
یواس‌اس آرتور (۱۸۵۵) (به انگلیسی: USS Arthur (1855)) یک کشتی بود که طول آن ۱۳۳ فوت (۴۱ متر) بود. این کشتی در سال ۱۸۵۵ ساخته شد.